# Tayshaneta paraconcinna
Tayshaneta paraconcinna es una especie de araña araneomorfa del género Tayshaneta, familia Leptonetidae. Fue descrita científicamente por Cokendolpher & Reddell en 2001.

## Distribución geográfica
Habita en los Estados Unidos.